# Wapen van Haren en Macharen

Het wapen van Haren en Macharen

Het wapen van Haren en Macharen werd op 16 juli 1817 bij besluit van de Hoge Raad van Adel aan de toenmalige Noord-Brabantse gemeente Haren en Macharen toegekend. Op 2 februari 1821 werd de gemeente Haren en Macharen opgeheven en ging deze op in Megen, Haren en Macharen. Hiermee verviel het wapen.

## Blazoenering
De blazoenering van het wapen luidt als volgt:
Doorsneden van azuur en goud. Het schild van achteren vergezeld door een ten halve lijve uitkomende bisschop, houdende in zijn linkerhand een staf, in zijn rechter een sleutel, alles van goud.
- Het wapen bestaat uit de kleuren geel (goud) en blauw (lazuur). Dit zijn tevens de rijkskleuren.
- In het register zelf staat geen beschrijving van het wapen, maar slechts een afbeelding.

## Geschiedenis
De wapens van de gemeentes Haren en Macharen en Megen uit 1817 vertonen grote overeenkomst. Ze zijn ontleend aan het wapen van de lokale schepenbank en terug te voeren op het wapen dat vanaf de 13e eeuw werd gevoerd door de graven van Megen. In de aanvraag van het Megense wapen wordt de schildhouder benoemd als Sint-Servaas. In de beschrijving van de Hoge Raad werd per abuis de naam van Petrus opgenomen. De verwarring ligt voor de hand, beide heiligen worden afgebeeld met een sleutel als attribuut. De schildhouder bij het wapen van Haren en Macharen kreeg geen naam mee en staat slechts vermeld als bisschop. Het enige verschil tussen de beide wapens is de barensteel op het wapen van Megen. In 1821 werden Haren en Macharen en Megen samengevoegd, de nieuwe gemeente voerde het wapen van Megen.

## Verwant wapen

Het wapen van Megen, Haren en Macharen

Aalburg
· Aalst
· Aarle-Rixtel
· Alem 
· Alem, Maren en Kessel
· Almkerk
· Alphen en Riel
· Andel
· Baardwijk
· Bakel en Milheeze
· Beek en Donk
· Beers
· Berghem
· Berkel-Enschot
· Berlicum
· Besoyen
· Beugen en Rijkevoort
· Bladel en Netersel
· Bokhoven
· Borkel en Schaft
· Boxmeer
· Budel
· Capelle
· Chaam
· Cromvoirt
· Cuijk
· Cuijk en Sint Agatha
· De Werken en Sleeuwijk
· Den Dungen
· Deurne en Liessel
· Dieden, Demen en Langel
· Diessen
· Dinteloord (en Prinsenland)
· Dinther
· Dommelen
· Drongelen, Haagoort, Gansoijen en Doeveren
· Drunen
· Duizel en Steensel
· Dussen
· Eersel
· Eethen
· Emmikhoven en Waardhuizen
· Empel en Meerwijk
· Engelen
· Erp
· Esch
· Escharen
· Fijnaart en Heijningen
· Gassel
· Geffen
· Geldrop
· Gemert
· Genderen
· Gestel en Blaarthem
· Giessen
· Ginneken en Bavel
· Grave
· 's Gravenmoer
· Haaren 
· Halsteren
· Haps
· Haren en Macharen
· Hedikhuizen
· Heesch
· Heeswijk
· Heeswijk-Dinther
· Heeze
· Helvoirt
· Herpt
· Hoeven
· Hooge en Lage Mierde
· Hooge en Lage Zwaluwe
· Hoogeloon, Hapert en Casteren
· Huijbergen
· Kessel
· Klundert
· Landerd
· Leende
· Liempde
· Lierop
· Lieshout
· Linden
· Lith
· Luyksgestel
· Maarheeze
· Maasdonk
· Maashees en Overloon
· Made en Drimmelen
· Maren
· Meeuwen
· Megen, Haren en Macharen
· Mierlo
· Mill en Sint Hubert
· Moergestel
· Nederwetten en Eckart
· Nieuw-Ginneken
· Nieuw-Vossemeer
· Nieuwkuijk
· Nistelrode
· Nuenen en Gerwen
· Nuland
· Oeffelt
· Oerle
· Oijen en Teeffelen
· Oost-, West- en Middelbeers
· Oploo, Sint Anthonis en Ledeacker
· Ossendrecht
· Oud en Nieuw Gastel
· Oudenbosch
· Oudheusden
· Princenhage
· Prinsenbeek
· Putte
· Raamsdonk
· Ravenstein
· Reek
· Reusel
· Riethoven
· Rijsbergen
· Rijswijk
· Roosendaal en Nispen
· Rosmalen
· Sambeek
· Schaijk
· Schijndel
· Sint Anthonis
· Sint-Michielsgestel
· Sint-Oedenrode
· Soerendonk, Sterksel en Gastel
· Sprang
· Sprang-Capelle
· Standdaarbuiten
· Stiphout
· Stratum
· Strijp
· Terheijden
· Teteringen
· Tongelre
· Uden
· Udenhout
· Veen
· Veghel
· Veldhoven en Meerveldhoven
· Velp
· Vessem, Wintelre en Knegsel
· Vierlingsbeek
· Vlierden
· Vlijmen
· Vrijhoeve-Capelle
· Wanroij
· Waspik
· Werkendam
· Westerhoven
· Wijk en Aalburg
· Willemstad
· Woensel (en Eckart)
· Woudrichem
· Wouw
· Zeeland
· Zesgehuchten
· Zevenbergen